# Radama I
Radama I detto "il Grande" (Ambohimanga, 1793 – Antananarivo, 27 luglio 1828) fu re dei Merina dal 1810 al 1824 e dal 1824 al 1828, unificata l'isola, divenne il primo Re del Madagascar.

## Biografia
Radama I succedette al padre Andrianampoinimerina come re dei Merina nel 1810. Strinse accordi con l'Impero britannico, sfruttando la rivalità fra gli inglesi e i francesi nell'Oceano Indiano, e ottenne che il Regno Merina fosse riconosciuto come "Regno del Madagascar". Gli inglesi fornirono a Radama un forte sostegno economico e militare, consentendo a Radama di sconfiggere i regni Sakalava a ovest e Betsimisaraka a est, acquisendo il controllo dell'intera isola nel 1824. Radama I fu il primo sovrano a riuscire nell'impresa di unificare il Madagascar.
Come parte dei propri accordi con gli inglesi, Radama abolì formalmente il commercio degli schiavi nel suo regno (1817), e accolse in Madagascar i missionari protestanti della London Missionary Society. Oltre a diffondere la cultura anglosassone nel paese, i missionari inglesi furono i primi a studiare un metodo di traslitterazione della lingua malgascia nell'alfabeto latino.

## I Tsimandoa
I Tsimandoa rappresentano una casta di guerrieri scelti all'interno della tribù degli Olomainty per servire il re dei Merina come guardie del corpo e servitori. Era noto che non lo abbandonavano mai nel corso della giornata e della notte. Verso il loro re dimostravano un attaccamento eccezionale fino all'estremo sacrificio come nel caso della lotta per la successione al re Radama I.

## La successione a re Radama
Alla morte del re Radama I il 27 luglio 1828 mentre si trovava a capo di una spedizione di rappresaglia contro un gruppo Betsimisaraka, Andriamihaja e un gruppo di cospiratori lavorò per intronizzare la pretendente al trono Ranavalona, sua prima moglie e sua cugina di secondo grado. Il mattino un folto gruppo di armati strinse d'assedio il palazzo reale di Besakana. Quando sopraggiunse una grande folla attirata dalle operazioni attorno al palazzo i cospiratori convocarono i due capi Tsimandoa (Itsiaribikia e Imanantsimiray), che erano ignari degli avvenimenti che stavano accadendo, avevano assistito il re durante la sua malattia. Appena giunti furono fatti sedere e interrogati dai cospiratori su chi il re appena defunto avesse scelto come suo successore sul letto di morte. Capita la situazione ed intuito chi la folla si aspettava di sentire proclamata regina i due capi Tsimandoa decisero nonostante tutto di dichiarare la volontà reale, ovvero il diritto alla successione della figlia Raketaka al posto della prima moglie Ranavalona. Ottenute queste sgradite dichiarazioni i capi cospiratori condannarono a morte i due capi Tsimandoa fedeli a Radama I e proclamarono regina Ranavalona I.

## Curiosità
Il re Radama I era appassionato di danza tanto che era solito accennare alcuni passi di ballo quando riceveva delle buone notizie o un dono particolarmente gradito. Amava in particolare le danze guerriere del popolo Sakalava pertanto le faceva eseguire dai guerrieri Tsimandoa, facenti parte della sua fidata guardia personale.

## Ascendenza
|                                          |   |                                                  | Genitori                                  |  |  | Nonni |  |  | Bisnonni         |  |  | Trisnonni |  |
|                                          |   |                                                  |                                           |  |  |       |  |  | Andriambemanjaka |  |  | …         |  |
|                                          |   |                                                  |                                           |  |  |       |  |  | Andriambemanjaka |  |  | …         |  |
|                                          |   | …                                                |                                           |  |  |       |  |  | Andriambemanjaka |  |  |           |  |
| Andriamiaramanjaka                       |   |                                                  |                                           |  |  |       |  |  | Andriambemanjaka |  |  |           |  |
|                                          |   | …                                                | …                                         |  |  |       |  |  |                  |  |  |           |  |
|                                          |   | …                                                | …                                         |  |  |       |  |  |                  |  |  |           |  |
|                                          |   | …                                                | …                                         |  |  |       |  |  |                  |  |  |           |  |
| Re Andrianampoinimerina dei Merina       |   | …                                                |                                           |  |  |       |  |  |                  |  |  |           |  |
|                                          |   | Re Andriambelomasina d'Avaradrano e Imerinatsimo | Principe Andriamifonozozoro               |  |  |       |  |  |                  |  |  |           |  |
|                                          |   | Re Andriambelomasina d'Avaradrano e Imerinatsimo | Principe Andriamifonozozoro               |  |  |       |  |  |                  |  |  |           |  |
|                                          |   | Re Andriambelomasina d'Avaradrano e Imerinatsimo | Principessa Rangorinimerina               |  |  |       |  |  |                  |  |  |           |  |
| Principessa Ranavalonanandriambelomasina |   | Re Andriambelomasina d'Avaradrano e Imerinatsimo |                                           |  |  |       |  |  |                  |  |  |           |  |
|                                          |   | Principessa Rasoherimananitany                   | Andriampeno Randriambolanambo             |  |  |       |  |  |                  |  |  |           |  |
|                                          |   | Principessa Rasoherimananitany                   | Andriampeno Randriambolanambo             |  |  |       |  |  |                  |  |  |           |  |
|                                          |   | Principessa Rasoherimananitany                   | Ramanitrandrianstimitovy Rasoherinaraniny |  |  |       |  |  |                  |  |  |           |  |
| Radama I                                 |   | Principessa Rasoherimananitany                   |                                           |  |  |       |  |  |                  |  |  |           |  |
|                                          | … | …                                                |                                           |  |  |       |  |  |                  |  |  |           |  |
|                                          | … | …                                                |                                           |  |  |       |  |  |                  |  |  |           |  |
|                                          | … | …                                                |                                           |  |  |       |  |  |                  |  |  |           |  |
| Rabezaka                                 | … |                                                  |                                           |  |  |       |  |  |                  |  |  |           |  |
|                                          |   | …                                                | …                                         |  |  |       |  |  |                  |  |  |           |  |
|                                          |   | …                                                | …                                         |  |  |       |  |  |                  |  |  |           |  |
|                                          |   | …                                                | …                                         |  |  |       |  |  |                  |  |  |           |  |
| Principessa Rambolamasoandro             |   | …                                                |                                           |  |  |       |  |  |                  |  |  |           |  |
|                                          |   | …                                                | …                                         |  |  |       |  |  |                  |  |  |           |  |
|                                          |   | …                                                | …                                         |  |  |       |  |  |                  |  |  |           |  |
|                                          |   | …                                                | …                                         |  |  |       |  |  |                  |  |  |           |  |
| Regina Ramanandrianjaka II d'Imarovatana |   | …                                                |                                           |  |  |       |  |  |                  |  |  |           |  |
|                                          |   | Principessa Rabodofilankanina                    | Re Andriamananimerina I d'Imarovatana     |  |  |       |  |  |                  |  |  |           |  |
|                                          |   | Principessa Rabodofilankanina                    | Re Andriamananimerina I d'Imarovatana     |  |  |       |  |  |                  |  |  |           |  |
|                                          |   | Principessa Rabodofilankanina                    | Principessa Ramorabe                      |  |  |       |  |  |                  |  |  |           |  |
|                                          |   | Principessa Rabodofilankanina                    |                                           |  |  |       |  |  |                  |  |  |           |  |